# Choroba von Gierkego
Choroba von Gierkego (glikogenoza typu Ia, ang. glycogen storage disease Ia, von Gierke disease, GSD Ia) – najczęstsza z glikogenoz. Jest stosunkowo rzadką chorobą genetyczną, dziedziczoną w sposób autosomalny recesywny. Polega na braku glukozo-6-fosfatazy, enzymu niezbędnego w procesie glukoneogenezy. Wśród objawów klinicznych dominuje hepatomegalia, hipoglikemia oraz kwasica mleczanowa. Leczenie polega głównie na odpowiedniej diecie.

## Historia
Choroba została po raz pierwszy opisana w 1929 r. przez niemieckiego lekarza Edgara Ottona Conrada von Gierkego. W 1932 r. obraz choroby dokładniej scharakteryzował Simon van Creveld.

## Patogeneza
Chorobę spichrzeniową glikogenu dzieli się na dwa typy.
W GSD Ia, czyli właściwej chorobie von Gierkego, występuje niedobór glukozo-6-fosfatazy. Enzym ten uczestniczy w powstawaniu glukozy z glukozo-6-fosforanu, którego pulę z kolei zasilają procesy glukoneogenezy i glikogenolizy.
GSD Ib jest spowodowana brakiem translokazy glukozo-6-fosforanu. W wyniku tego niedoboru glukozo-6-fosforan nie może przedostać się do mikrosomów (w błonie mikrosomalnej znajduje się glukozo-6-fosfataza).

## Objawy
- powiększony obwód brzucha
- hepatomegalia i powiększenie nerek
- zahamowanie wzrostu u niemowląt
- otyłość
- hipoglikemia
- kwasica mleczanowa
- hiperlipoproteinemia
- hiperurykemia
- ketonuria

Charakterystyczne dla GSD Ib jest występowanie okresowej neutropenii i zwiększona podatność na infekcje.

## Rozpoznanie
Rozpoznanie stawia się na podstawie stwierdzenia braku aktywności glukozo-6-fosfatazy w materiale pobranym podczas biopsji wątroby.
Do testów pomocniczych należą:
- test z dożylnym podaniem glukagonu – nie powoduje wzrostu stężenia glukozy
- dożylne obciążenie glukozą powoduje zmniejszenie stężenia mleczanów
- testy obciążeniowe z galaktozą i fruktoza wykazują niezdolność ich przetwarzania w glukozę

## Leczenie
Leczenie polega głównie na zapobieganiu epizodom hipoglikemii poprzez odpowiednio skonstruowaną dietę. Stosuje się częste posiłki, z małymi przerwami, przez całą dobę. U starszych dzieci dodaje się do pokarmów skrobię kukurydzianą. Rozkłada się ona w przewodzie pokarmowym bardzo powoli, co pozwala na utrzymanie prawidłowego stężenia glukozy przez 5 godzin od momentu spożycia posiłku. Stosuje się dietę wysokowęglowodanową, z ograniczeniem galaktozy i fruktozy a także dietę niskotłuszczową z odpowiednią zawartością białka.
W ciężkich przypadkach jedyną skuteczną metodą leczenia jest przeszczepienie wątroby.

## Rokowanie
Blisko 1/3 niemowląt umiera z powodu hipoglikemii i w następstwie zakażeń.